# Morris Commercial CS8

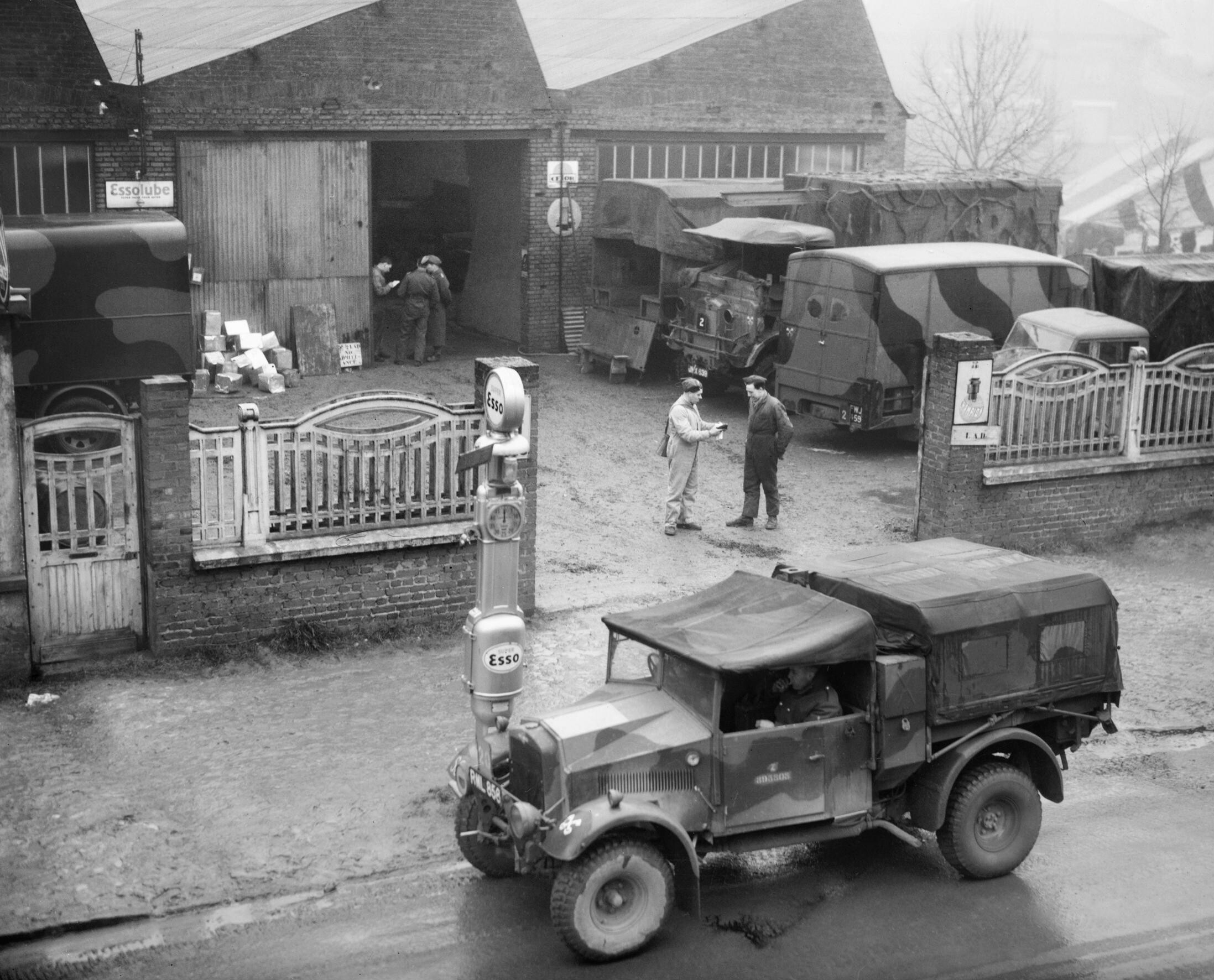
Morris CS8

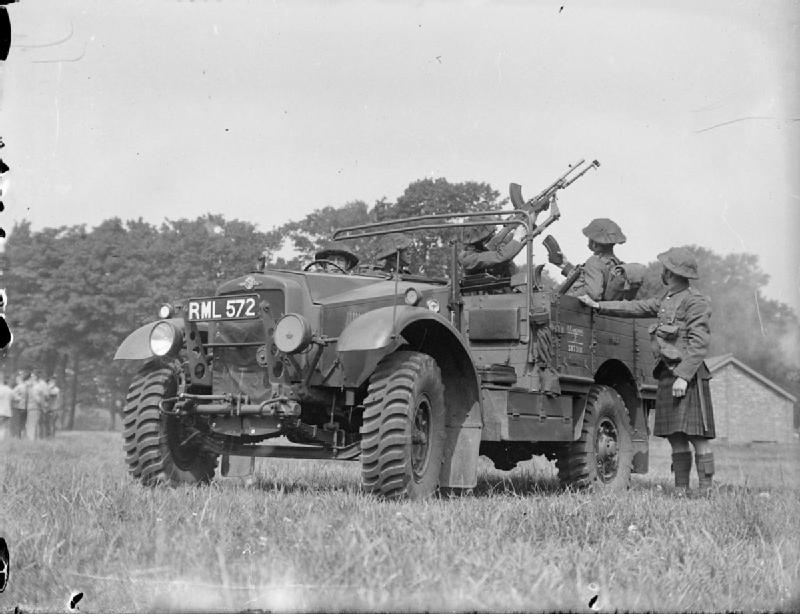
Voor luchtverdediging

De Morris Commercial CS8 was een Britse lichte vrachtwagen voor militair gebruik. Voorafgaand aan en in het begin van de Tweede Wereldoorlog was dit het meest gebruikte voertuig in deze categorie bij het Britse leger: er werden er van 1934 tot en met 1941 meer dan twintigduizend geproduceerd door de Britse fabrikant Morris Commercial Cars.
Deze vrachtwagen had een laadvermogen van 0,75 ton. De  krachtbron was een watergekoelde zescilinder-benzinemotor met een vermogen van 60 pk, en een cilinderinhoud van 4,0 liter. Alleen de achterwielen werden aangedreven (4×2).
De vrachtwagen voor algemeen gebruik was de meest voorkomende versie, maar er waren ook uitvoeringen als tankwagen voor water en brandstof, als radio- en kantoorwagen.